# Землечерпальний снаряд

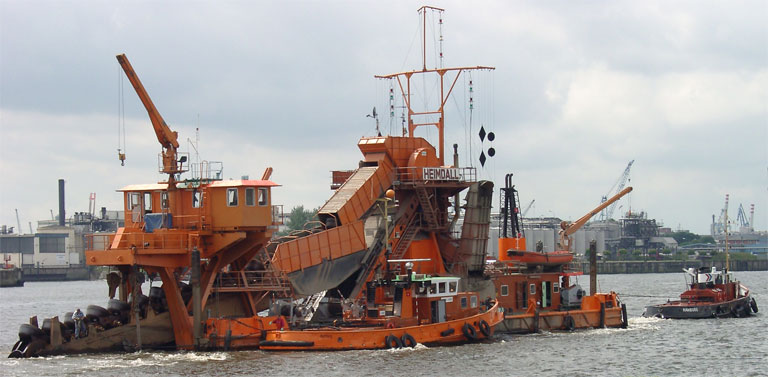
Багаточерпаковий снаряд

Землечерпальний снаряд, землечерпалка (рос. землечерпательный снаряд, англ. dredge, shallow dredge, seagoing dredge, singlebucket dredge, navvy; нім. Schlammbagger m,  Erdbagger m) — плавуча машина з черпаковим пристроєм, якою з-під води видобувають ґрунт. Робочим органом землечерпального снаряда є ківш (або кілька ковшів) чи грейфер. Землечерпальний снаряд застосовують для днопоглиблювальних робіт, риття котлованів.